# Morganellaceae
Famille
Les Morganellaceae sont une famille de bacilles Gram négatifs de l'ordre  des Enterobacterales. Leur nom provient de Morganella qui est le genre type de la famille.

## Systématique
Cette famille a été créée en 2016 lors de la réorganisation de l'ordre des Enterobacterales par Mobolaji Adeolu (d) et al. sur la base de travaux de phylogénétique moléculaire. Les genres bactériens qui la composent étaient auparavant rattachés aux Enterobacteriaceae par des critères phénotypiques.

## Liste de genres
Selon la LPSN (17 juin 2021) :
- Arsenophonus Gherna et al., 1991
- Cosenzaea Giammenco et al., 2011
- Moellerella Hickman-Brenner et al., 1984
- Morganella Fulton, 1943 - genre type
- Photorhabdus Boemare et al., 1993
- Proteus Hauser, 1885
- Providencia Ewing, 1962
- Xenorhabdus Thomas & Poinar, 1979

## Publication originale
- (en) Mobolaji Adeolu, Seema Alnajar, Sohail Naushad et Radhey S. Gupta, « Genome-based phylogeny and taxonomy of the 'Enterobacteriales': proposal for Enterobacterales ord. nov. divided into the families Enterobacteriaceae, Erwiniaceae fam. nov., Pectobacteriaceae fam. nov., Yersiniaceae fam. nov., Hafniaceae fam. nov., M », International Journal of Systematic and Evolutionary Microbiology, Society for General Microbiology (d), vol. 66, no 12,‎ 11 septembre 2016, p. 5575-5599 (ISSN 1466-5026 et 1466-5034, OCLC 807119723, PMID 27620848, DOI 10.1099/IJSEM.0.001485, lire en ligne).